# Moranila californica
Moranila californica är en stekelart som först beskrevs av Howard 1881.  Moranila californica ingår i släktet Moranila och familjen puppglanssteklar. Inga underarter finns listade i Catalogue of Life.